# Сказание о дербен-ойратах (Батур-Убаши Тюмень)
«Сказание о дербен-ойратах» или «Сказание о Дербен Ойратах, составленное хошутским нойоном Батур Убаши Тюменем» (калм. Хошуд нойн Баатр Увш Түмнә түүрвсн Дөрвн Өөрдин түүк) — памятник калмыцкой исторической литературы начала XIX века, художественное произведение, описывающее средневековую жизнь калмыцкого народа.

## История
Сочинение было написано в 1819 году калмыцким нойоном Батур-Убаши Тюменем. Основной целью написания книги было обоснование владельческих прав Батур-Убаши Тюменя и создание истории его рода. Сочинение является компиляцией, что характерно для произведений исторического характера калмыцких средневековых авторов. Батур-Убаши Тюмень также повторяет в некоторой степени содержание одноимённого сочинения Габан Шараба первой половины XVIII века. Чтобы доказать древность своего рода и якобы его происхождение от Чингис-хана, Батур-Убаши Тюмень отбирал устные и письменные источники, сознательно подвергая их своей обработке в выгодной для себя редакции.
Рукопись «Сказание о Дербен Ойратах» была известна в двух списках, которые были утеряны. Сохранилась копия сочинения, сделанная в 1860 году монголоведом Георгием Лыткиным для Санкт-Петербургского университета. Этой копии Георгий Лыткин дал название «Сказание о Дербен Ойратах, составленное хошутским нойоном Батур Убаши Тюменем». В 1859—1860 годах Георгий Лыткин опубликовал перевод сочинения на русском языке в газете «Астраханские губернские новости» (1859 № 43, 47 — 50; 1860 № 11 — 13). В конце 1860 года этот же перевод вышел в Астрахани отдельной книгой.
В 1885 году «Сказание о Дербен Ойратах» на тодо бичиг было опубликовано профессором А. М. Позднеевым в сборнике «Памятники исторической литературы астраханских калмыков».
В 1959 году текст «Сказания о Дербен Ойратах» литографическим способом был издан в Хух-Хото, Внутренняя Монголия, Китай. В 1976 году в Улан-Баторе было выпущено издание с латинской транслитерацией в сборнике «Тод үсгийн дурсгалууд».
В 1969 году в Элисте вышла книга Андрея Бадмаева «Калмыцкие историко-литературные памятники в русском переводе», в которой находится «Сказание о Дербен Ойратах» перевода Георгия Лыткина.
На калмыцком языке «Сказание о Дербен Ойратах» было издано в 1975 году в Вестнике № 12 Калмыцкого НИИ языка, литературы и истории.

## Описание
«Сказание о дербен-ойратах» начинается с краткой хронологии важнейших событий калмыцкого народа до 1788 года. Эта хронология не имеет строгой исторической последовательности. В своём сочинении Батур-Убаши Тюмень рассказывает о принятии ойратами «жёлтой веры» (буддизма) и строго различает монгольские народы. Калмыков он называет ойратами, монголов называет халха-монголами. Он даёт своё объяснение слова «калмык», опираясь на тюркские источники:

«Ойраты, впоследствии получившие прозвание халимаг, были одного происхождения с джунгарскими анги. Татары дали название калмык тем ойратам, которые отстали от нутука. Халимаг — по-татарски заначит «остаток».

Батур-Убаши Тюмень даёт родословные зюнгарских, дербетских, хошутских, торгоутских и хойтских нойнов, сообщая, что только хойтские и хошеутовские нойоны ведут своё происхождение от Чингис хана. Автор подробно описывает исторические факты, связанные с именами его хойтских и хошеутовских предков и его родом.

### Содержание
Сочинение состоит из 18 глав:
- Хронологические исчисления важнейших событий для ойрата-буддиста;
- О монгольском нутуке;
- Имена ханов и нойонов, ведущих своё происхождение от богдо Чингис хана;
- Зюнгарские нойоны, ведущие своё происхождение от тенгрия;
- Род торгоутских ханов и нойонов;
- Начало введения буддийского учения между дербен-ойратами;
- Начало принятия дербен-ойратами духовного звания (звания тойна);
- О том, кто победил шесть полков конного войска, прибывшего в Тибет причинить препятствия жёлтой религии;
- Изречения дербен ойратских ханов и нойонов;
- Клятвы ойратских ханов и нойонов;
- Сбывшиеся предсказания дербен ойратских ханов и нойонов;
- Ойратские ханы и нойоны, за добро воздавшие злом;
- Ойратские ханы и нойоны, увеличившие своих подвластных;
- Ойратские ханы и нойоны, заботившиеся о своих подвластных во время бедствий;
- Ойратские ханы и нойоны делят уделы своим детям;
- Мысли мудрых ойратских ханов и нойонов о наделе сыновей уделами;
- Деяния хойтских владельцев, ведущих своё происхождение от Чингис хана;
- Сказание о вступлении в подданство России Дечжит нойона, потомка Йобогон Мергена, и о временах сына его Тюмень Чжиргалана.